# Fains-Véel
Fains-Véel é uma comuna francesa na região administrativa de Grande Leste, no departamento de Meuse. Estende-se por uma área de 18,3 km². Em 2010 a comuna tinha 2 182 habitantes (densidade: 119,2 hab./km²).